# Viticoideae
Viticoideae Briq. in Engl. & Prantl, 1895 è una sottofamiglia di piante spermatofite dicotiledoni appartenenti alla famiglia delle Lamiaceae (ordine delle Lamiales).

## Etimologia
Il nome scientifico della sottofamiglia deriva dal suo genere tipo Vitex L. la cui etimologia deriva da un vecchio nome usato da Gaio Plinio Secondo (Como, 23 – Stabiae, 25 agosto 79]), scrittore, ammiraglio e naturalista romano, per la pianta Agnocasto.
Il nome scientifico della sottofamiglia è stato definito dal botanico svizzero John Isaac Briquet (1870 – 1931) in collaborazione con i botanici tedeschi Adolf Engler (1844 – 1930) e Karl Anton Eugen Prantl (1849 – 1893) nella pubblicazione "Naturlichen Pflanzenfamilien. Leipzig - IV, 3a: 144" del 1895.

## Descrizione

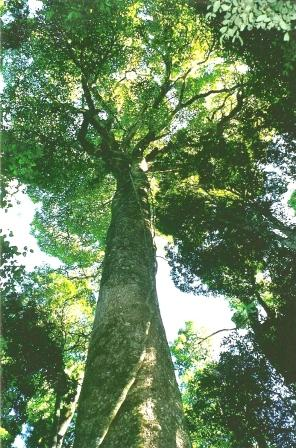
Il portamento
Gmelina leichhardtii

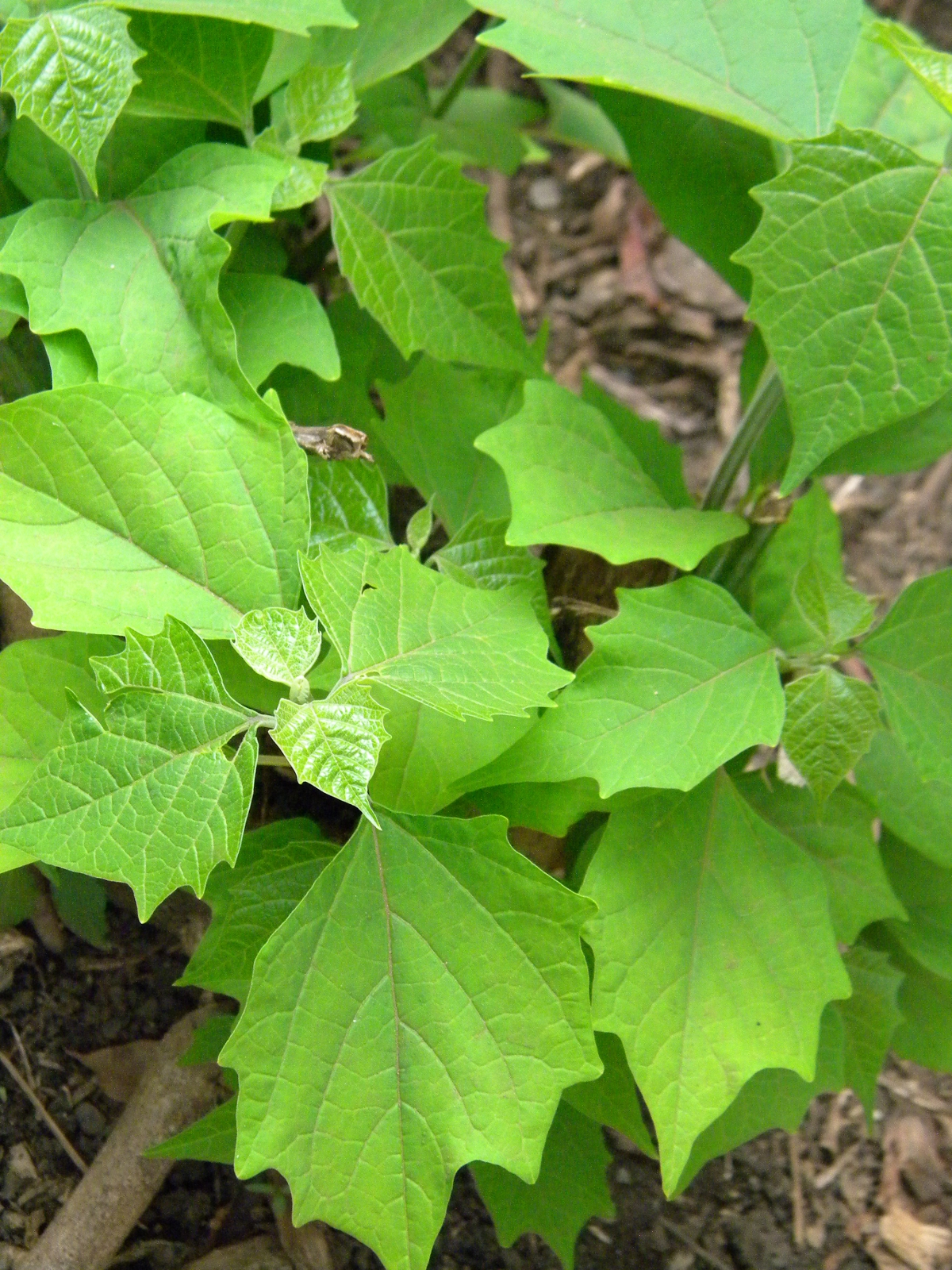
Le foglie
Gmelina arborea

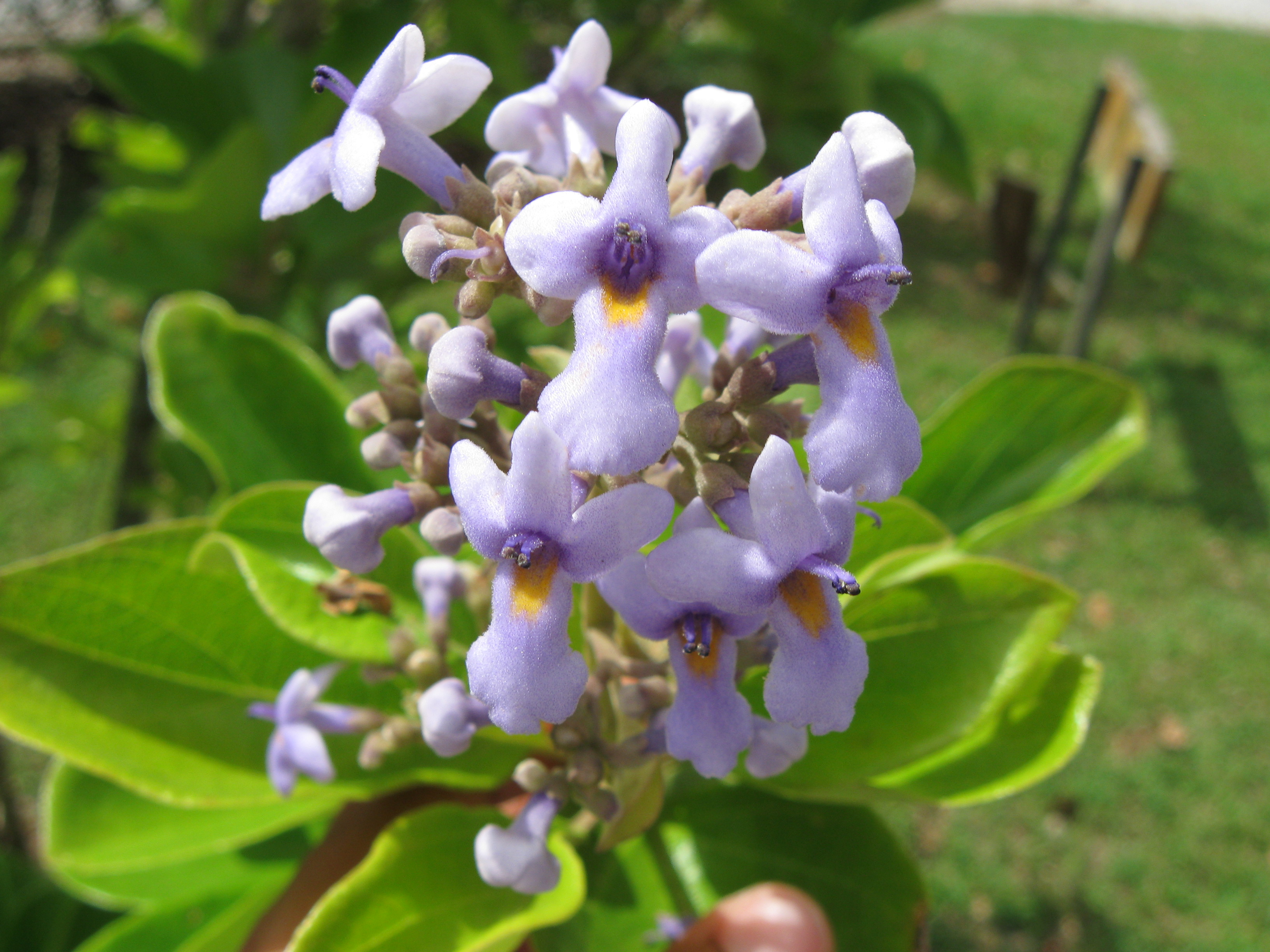
Infiorescenza
Cornutia obovata

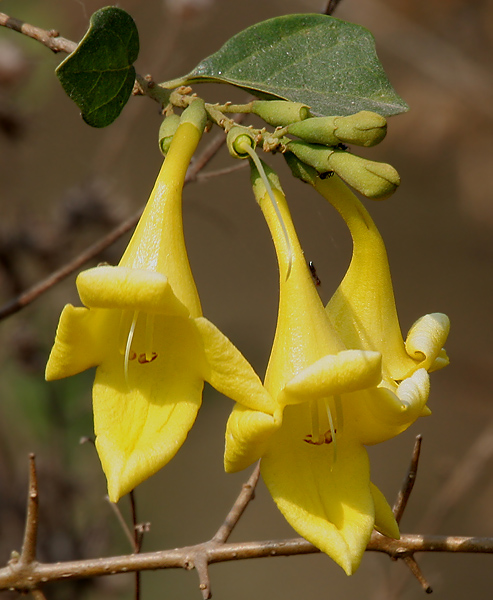
I fiori
Gmelina asiatica

- Le specie di questa sottofamiglia hanno un portamento arboreo, arbustivo e lianoso, raramente sono delle erbe (Premna herbacea). Non sono specie aromatiche (ad eccezione di Cornutia); contengono invece glicosidi e "acteosidi".[3][7][8][9]
- Le foglie lungo il fusto sono disposte in modo opposto a verticilli o sono decussate. Ogni verticillo è alternato rispetto al precedente. I verticilli normalmente sono composti da 2 foglie picciolate. Le foglie sono semplici o composte con forme lanceolate.
- Le infiorescenze sono delle cime portate in vari verticilli ascellari o terminali sovrapposti lungo il fusto. Ogni verticillo è composto da alcuni fiori sessili (o brevemente pedicellati) poggianti su alcune brattee, a volte di tipo fogliaceo. Le cime sono semplici, corimbose, panicolate oppure (raramente) ridotte ad un solo fiore.
- I fiori sono ermafroditi, attinomorfi/zigomorfi, tetrameri (4-ciclici), ossia con quattro verticilli (calice – corolla - androceo – gineceo) e pentameri (5-meri: la corolla e il calice sono a 5 parti).

- Formula fiorale. Per la famiglia di queste piante viene indicata la seguente formula fiorale:

X, K (5), [C (2+3), A 2+2] G (2), (supero), drupa, 4 nucule
- Calice: il calice è gamosepalo con base tubulosa o campanulata terminante con 4 - 5 lobi più o meno uguali, a volte troncati o bilabiati (calice da attinomorfo a debolmente zigomorfo).

- Corolla: la corolla gamopetala è un tubo diritto a forma d'imbuto terminante con 4 - 5 lobi uguali o spesso bilabiati (corolla attinomorfa oppure zigomorfa). I lobi in genere sono patenti. I colori sono giallo pallido, bianco, blu violetto e porpora.

- Androceo: l'androceo possiede quattro stami didinami (o 5), raramente ridotti a 2. Talvolta sono presenti uno o più staminoidi. Gli stami sono adnati alla corolla (in genere a metà della parte bassa della corolla) e sono inclusi in essa o appena sporgenti. Le antere hanno due teche parallele o divergenti a deiscenza longitudinale. I granuli pollinici sono del tipo tricolpato, raramente 4-5-colpato.

- Gineceo: l'ovario è supero formato da due carpelli saldati (ovario bicarpellare). Sono presenti 2 o 4 loculi con uno o due ovuli per loculo; gli ovuli sono tenuinucellati (con la nocella, stadio primordiale dell'ovulo, ridotta a poche cellule).. La placentazione è parietale. L'ovario da privo di lobi può essere debolmente quadrilobato. Lo stilo è terminale (o subterminale). Lo stigma è formato da due lobi.

- Il frutto è una drupa con 4 loculi (spesso alcuni sono abortiti); oppure è una capsula.

## Riproduzione
- Impollinazione: l'impollinazione avviene tramite insetti tipo ditteri e imenotteri (impollinazione entomogama).[9][11]
- Riproduzione: la fecondazione avviene fondamentalmente tramite l'impollinazione dei fiori (vedi sopra).
- Dispersione: i semi cadendo a terra (dopo essere stati trasportati per alcuni metri dal vento – disseminazione anemocora) sono successivamente dispersi soprattutto da insetti tipo formiche (disseminazione mirmecoria).[12]  I semi hanno una appendice oleosa (elaisomi, sostanze ricche di grassi, proteine e zuccheri) che attrae le formiche durante i loro spostamenti alla ricerca di cibo.[13]

## Distribuzione e habitat
La distribuzione delle specie di questo gruppo è soprattutto asiatica orientale (fino all'Australia) con climi sia temperati che tropicali (umidi o secchi).

## Tassonomia
La famiglia di appartenenza della sottofamiglia (Lamiaceae), molto numerosa con circa 250 generi e quasi 7000 specie, ha il principale centro di differenziazione nel bacino del Mediterraneo e sono piante per lo più xerofile (in Brasile sono presenti anche specie arboree). Per la presenza di sostanze aromatiche, molte specie di questa famiglia sono usate in cucina come condimento, in profumeria, liquoreria e farmacia. La famiglia è suddivisa in 7 sottofamiglie; la sottofamiglia Viticoideae è una di queste.

### Composizione della sottofamiglia
La sottofamiglia comprende 10 generi e circa 400 - 500 specie:
| Genere                            | Numero specie                               | Distribuzione            | Habitat tipico                             |
| --------------------------------- | ------------------------------------------- | ------------------------ | ------------------------------------------ |
| Cornutia L., 1753                 | 12                                          | America tropicale        | Tropicale                                  |
| Gmelina L., 1753                  | Circa 33 - 35                               | Asia e Australia         |                                            |
| Paravitex H.R. Fletcher, 1937     | Una specie: Paravitex siamica H.R. Fletcher | Thailandia               |                                            |
| Petitia Jacq., 1760               | 2                                           | Bahamas e Grandi Antille | Tropicale                                  |
| Premna L., 1771                   | 50 - 200                                    | Africa, Asia e Australia | Tropicale/subtropicale                     |
| Pseudocarpidium Millsp., 1906     | 8                                           | Centro America           | Tropicale                                  |
| Teijsmanniodendron Koorders, 2904 | Circa 14                                    | Malaysia e Asia sud-est  |                                            |
| Tsoongia Merrill, 1923            | Una specie: Tsoongia axilliflora Merr.      | Cina e Asia sud-est      |                                            |
| Vitex L., 1753                    | Circa 250                                   | Eurasia e Nuovo Mondo    | Climi temperati (poche specie) e tropicali |
| Viticipremna H.J. Lam., 1919      | 5                                           | Indomalesia e Australia  |                                            |

### Filogenesi

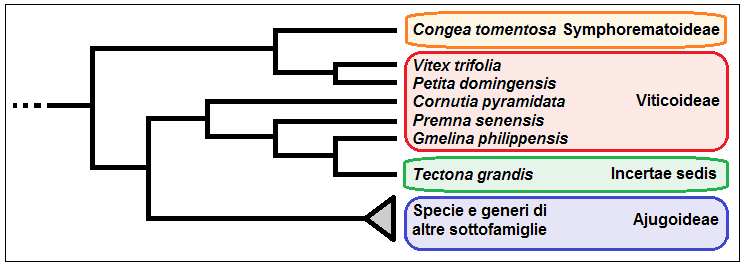
Cladogramma della sottofamiglia

La sottofamiglia Viticoideae non è monofiletica. La posizione del genere Vitex all'interno della sottofamiglia è ancora da risolvere. Il genere Tectona L. f., 1781 con 4 specie distribuite nell'Asia del sud-est, attualmente considerato "incertae sedis", potrebbe essere incluso nel gruppo. Anche i rapporti tra i generi Teijsmanniodendron e Vitex risultano poco chiari.
Il genere monotipo Neorapinia Moldenke, 1955, con la specie Neorapinia collina (Montrouz.) Moldenke con distribuzione Nuova Caledonia, da alcuni Autori è incluso nel genere Vitex, mentre per altri forma un genere indipendente.
In base agli ultimi studi filogenetici, all'interno della famiglia Lamiaceae la sottofamiglia Viticoideae da un punto di vista filogenetico, occupa una posizione intermedia tra la sottofamiglia Symphorematoideae e la sottofamiglia Ajugoideae. L'età nella quale questo clade si è separato dal resto della famiglia è valutata tra i 30 e i 15 milioni di anni fa.
Il cladogramma a alto, tratto dallo studio citato e semplificato, mostra l'attuale composizione filogenetica di alcune specie della sottofamiglia in rapporto alle sottofamiglie limitrofe.

### Chiave per i generi
Per meglio comprendere ed individuare i generi della sottofamiglia, l'elenco seguente utilizza in parte il sistema delle chiavi analitiche (vengono cioè indicate solamente quelle caratteristiche utili a distingue un genere dall'altro).
- Gruppo 1A: gli stami fertili sono 4 (o 5);

- Gruppo 2A: il calice e la corolla sono attinomorfi con 4 lobi regolari; gli stami sono inseriti in cima al tubo corollino e i filamenti sono molto corti;

- Petitia.

- Gruppo 2B: il calice e la corolla sono zigomorfi con 4 - 5 lobi irregolari; gli stami sono inseriti nella metà inferiore del tubo corollino e i filamenti sono lunghi;

- Gruppo 3A: i lobi del calice e della corolla sono 4;

- Gruppo 4A: le infiorescenze sono ascellari;

- Tsoongia.

- Gruppo 4B: le infiorescenze sono terminali;

- Premna: le foglie sono semplici.
- Viticipremna: le foglie sono composte (digitate).

- Gruppo 3B: i lobi del calice e della corolla sono 5;

- Gruppo 5A: il tubo della corolla ha la forma di un ampio imbuto allargato alla gola; i lobi dello stigma non sono uguali; il frutto è una drupa con un mesocarpo carnoso;

- Gmelina.

- Gruppo 5B: il tubo della corolla ha la forma di uno stretto imbuto (o cilindro) e non è allargato alla gola; i lobi dello stigma sono più o meno uguali; il frutto è una drupa con un mesocarpo secco (in pochi casi è carnoso);

- Gruppo 6A: le infiorescenze sono solamente ascellari; i frutti sono piatti con 4 lobi;

- Pseudocarpidium.

- Gruppo 6B: le infiorescenze sono sia ascellari che terminali; i frutti non sono piatti;

- Gruppo 7A: i piccioli hanno delle articolazioni vistosamente gonfie; i frutti sono delle capsule;

- Pseudocarpidium.

- Gruppo 7B: i piccioli sono privi di articolazioni; i frutti sono delle drupe;

- Paravitex: le foglie sono semplici.
- Vitex: le foglie sono composte.

- Gruppo 1B: gli stami fertili sono 2 più 2 staminoidi;

- Cornutia.

### Generi e specie della flora europea
In Europa (in Italia e nell'areale del Mediterraneo), di questa sottofamiglia, sono presenti i seguenti generi e specie:
- Vitex L., 1753: Vitex agnus-castus L. (Agnocasto).

## Alcune specie

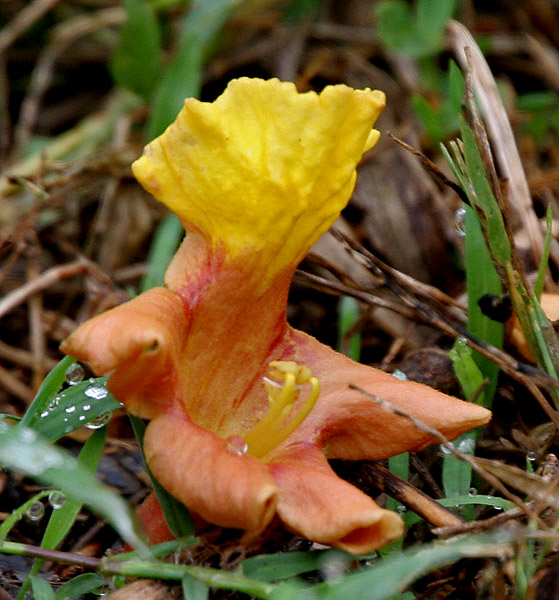
Gmelina arborea
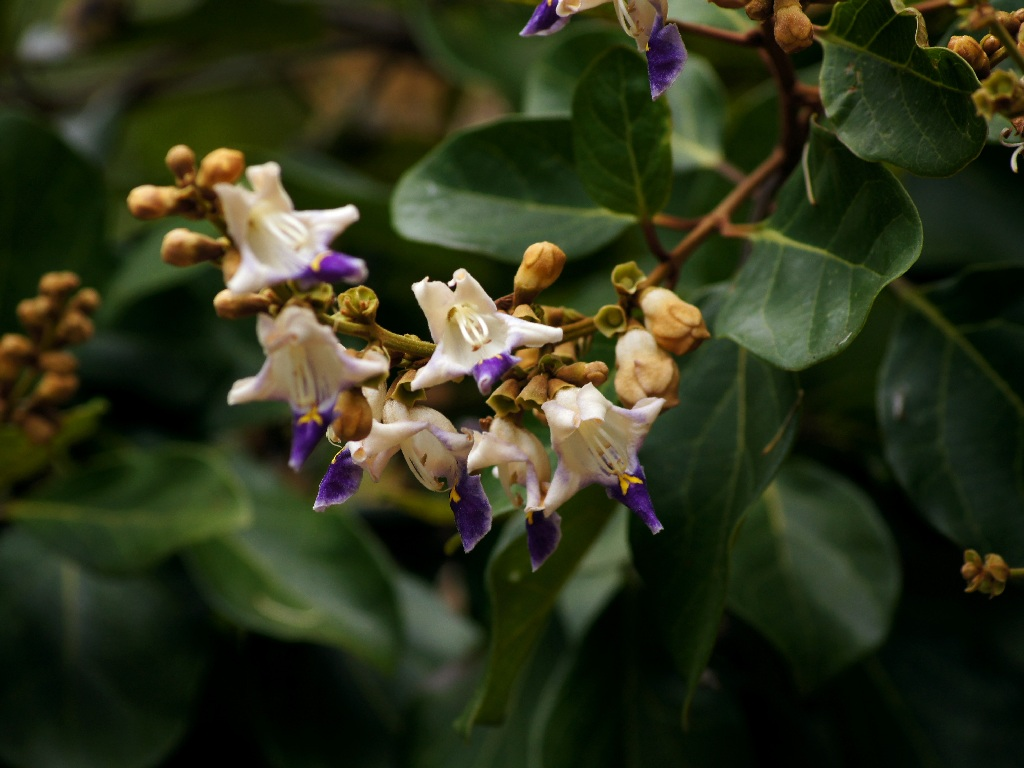
Gmelina fasciculiflora
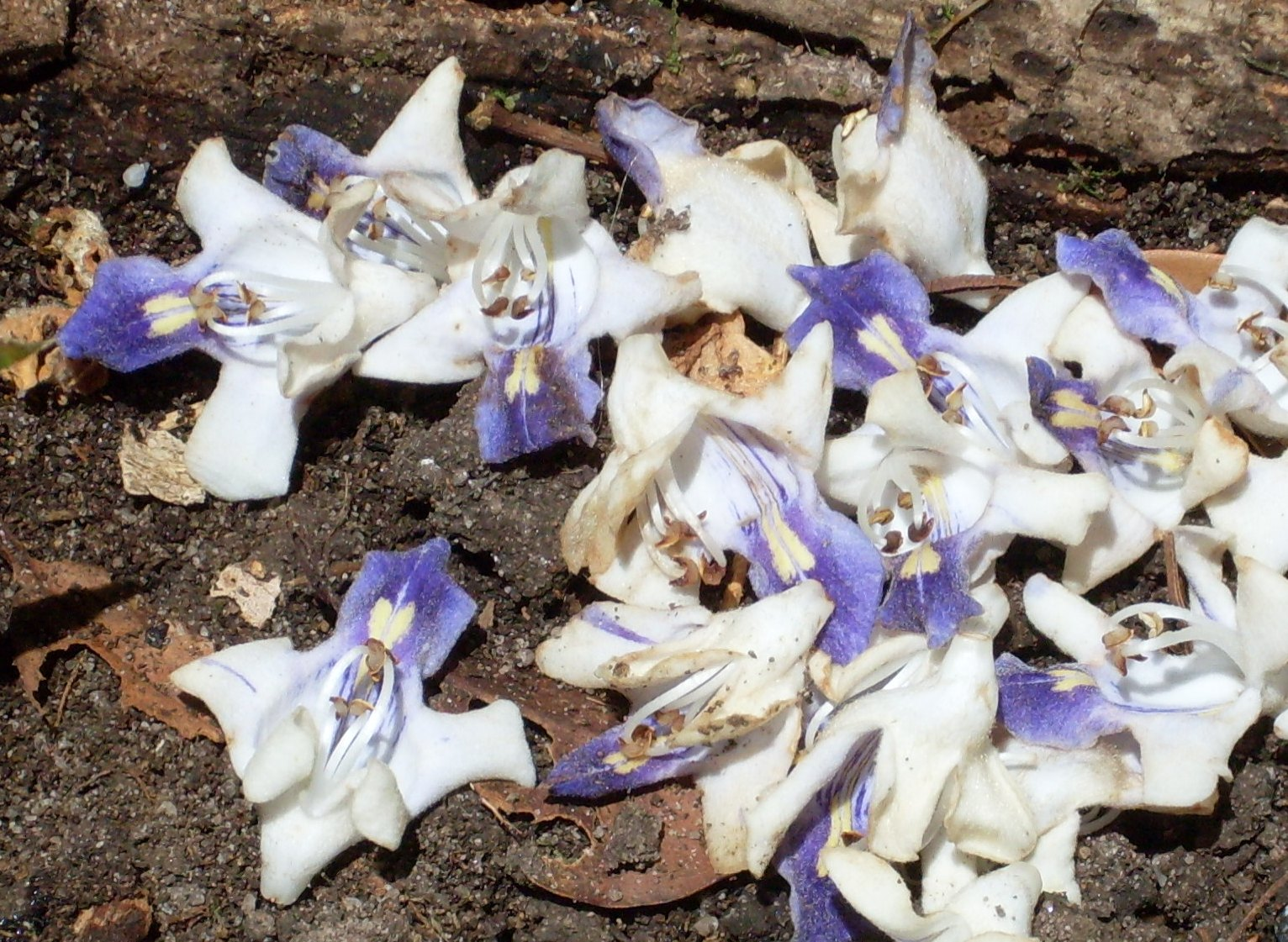
Gmelina leichhardtii
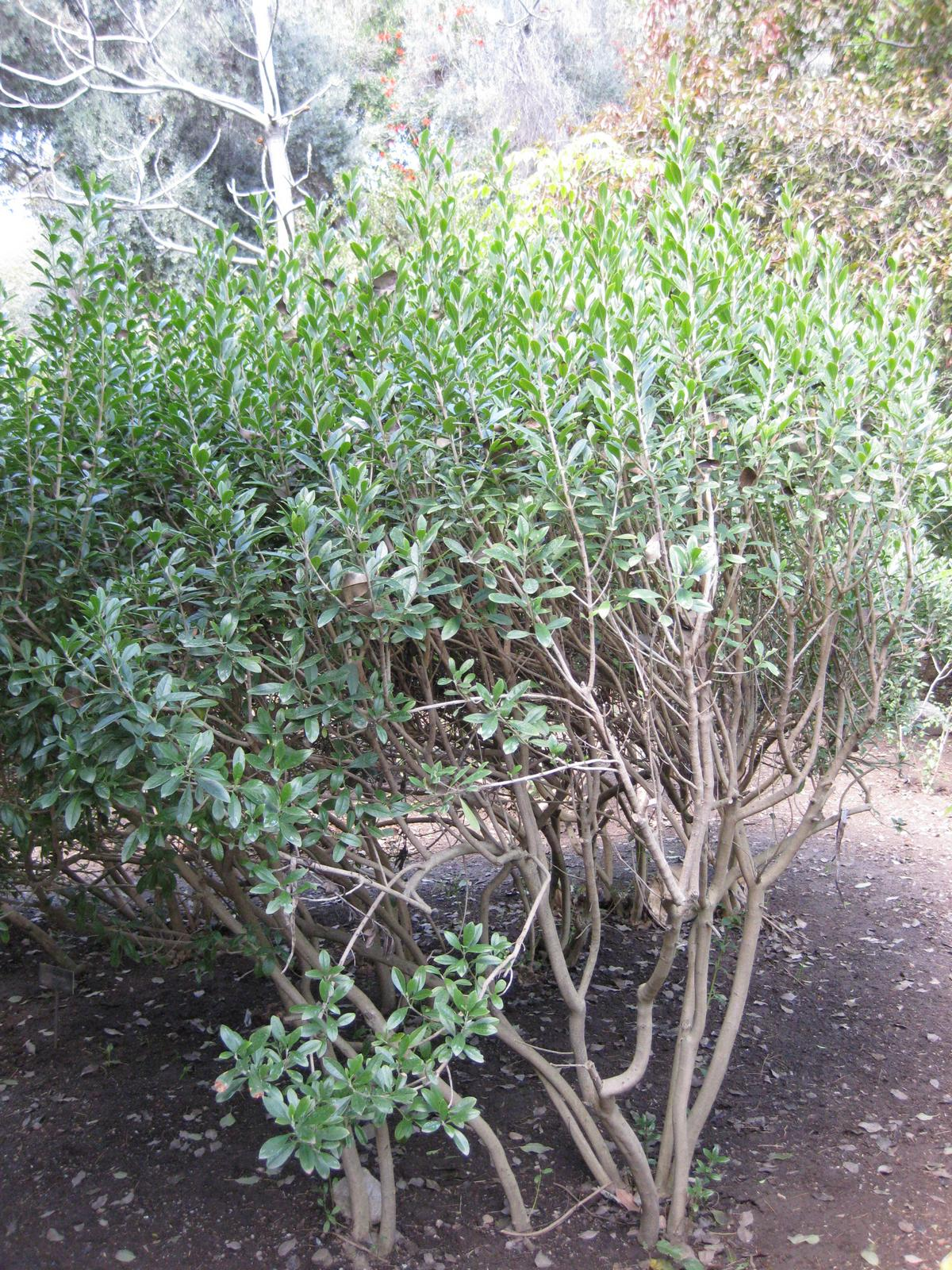
Petitia oleina
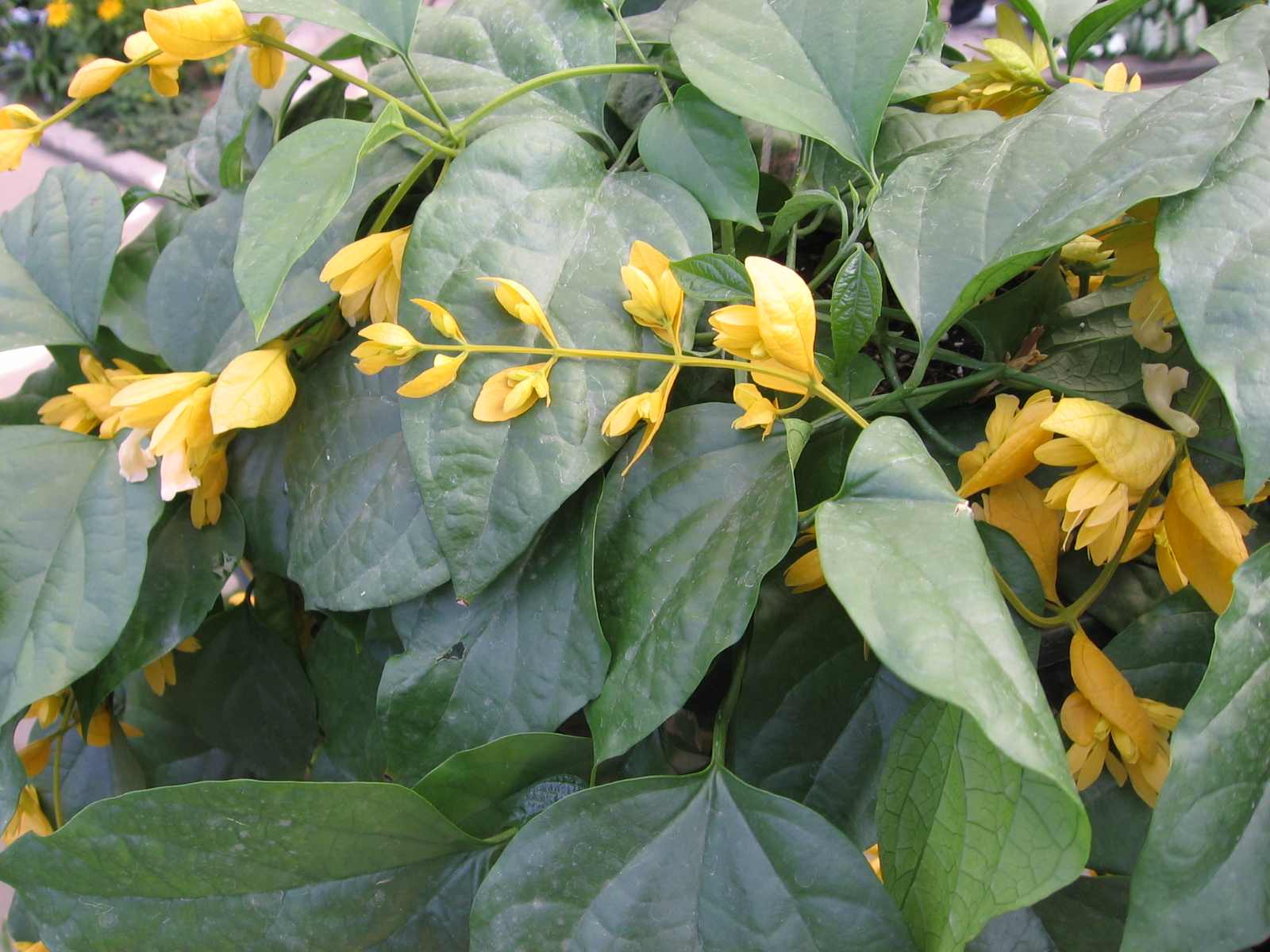
Petraeovitex bambusetorum
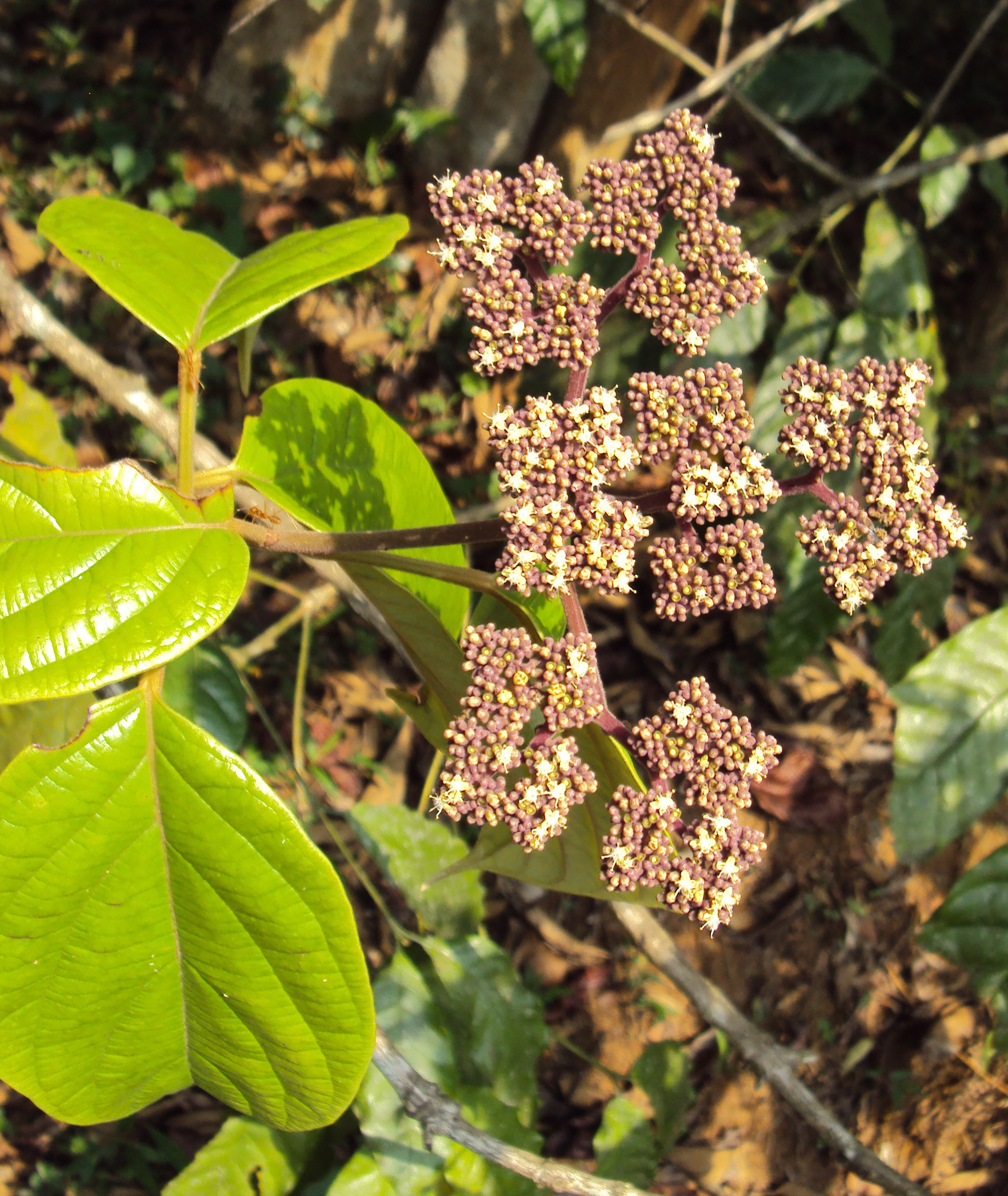
Premna coriacea
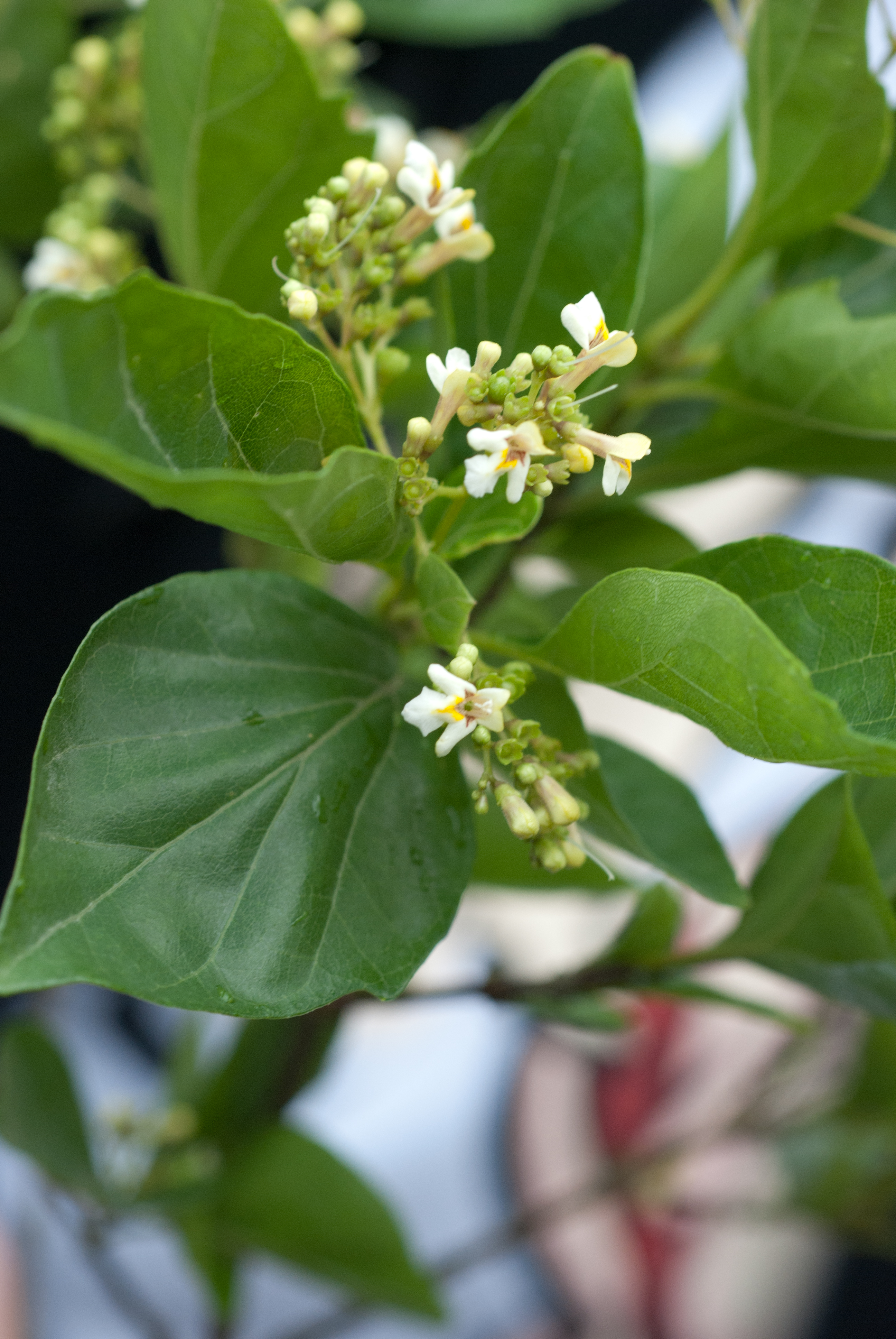
Premna microphylla
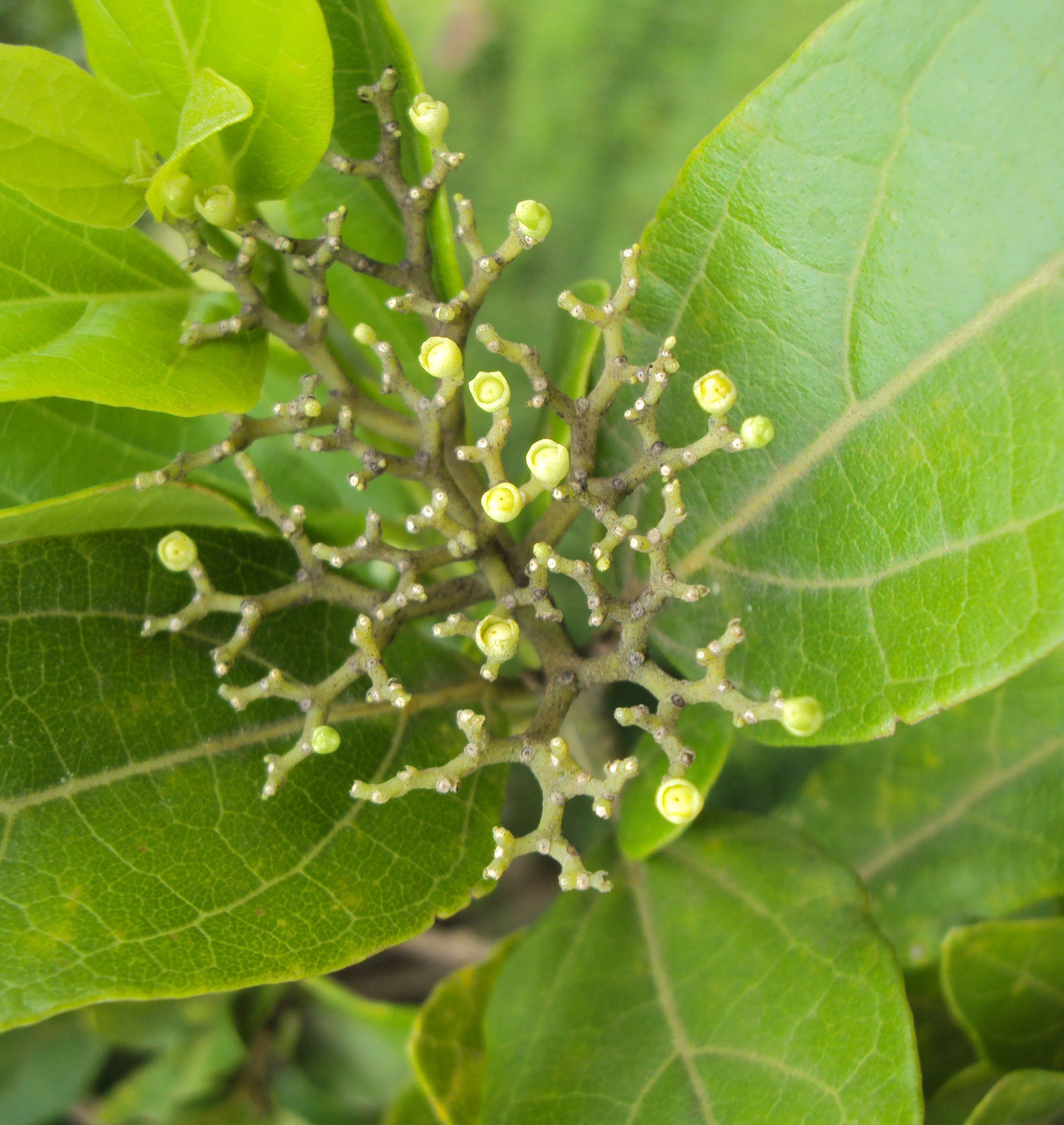
Premna serratifolia
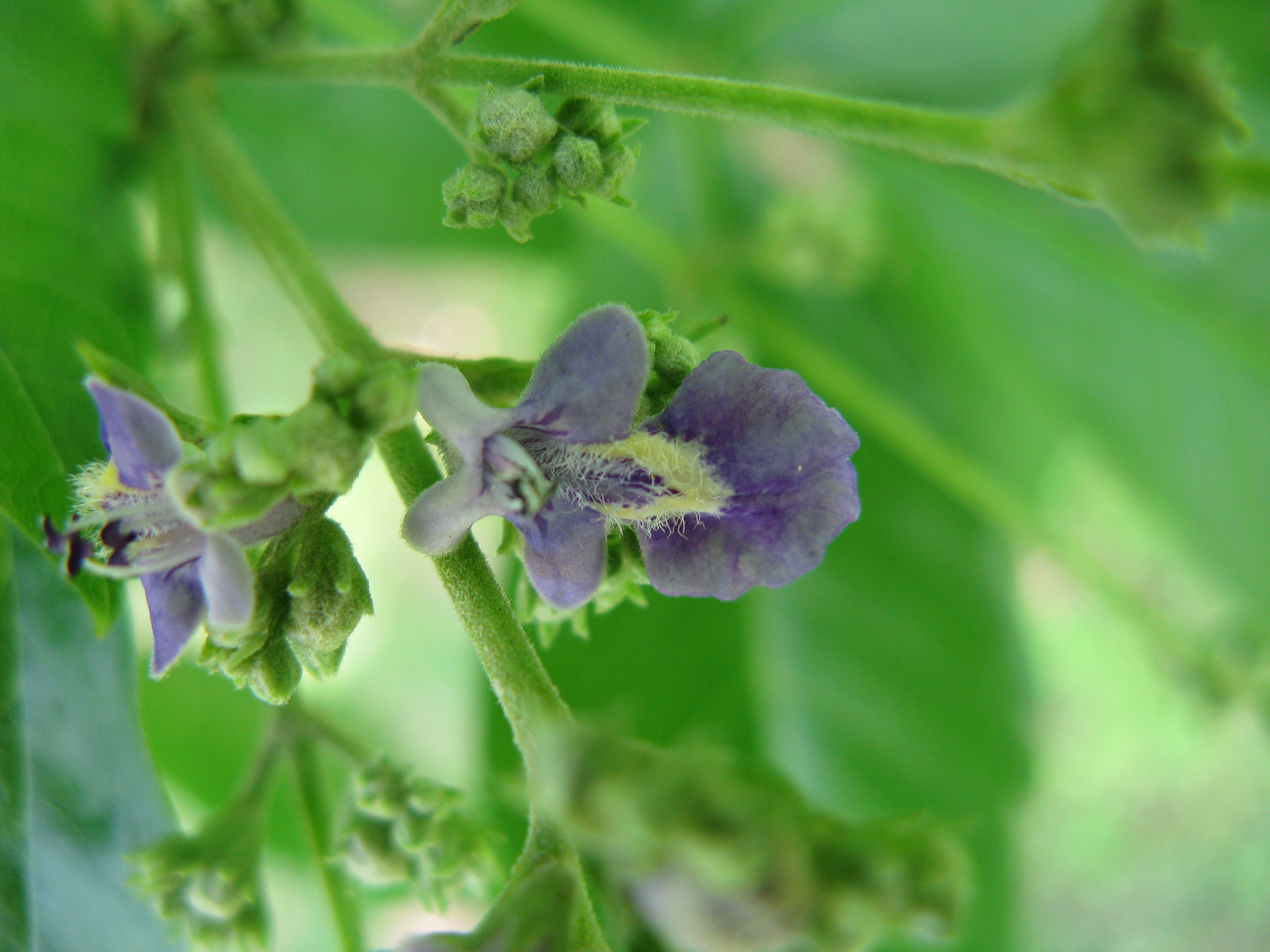
Vitex cannabifolia
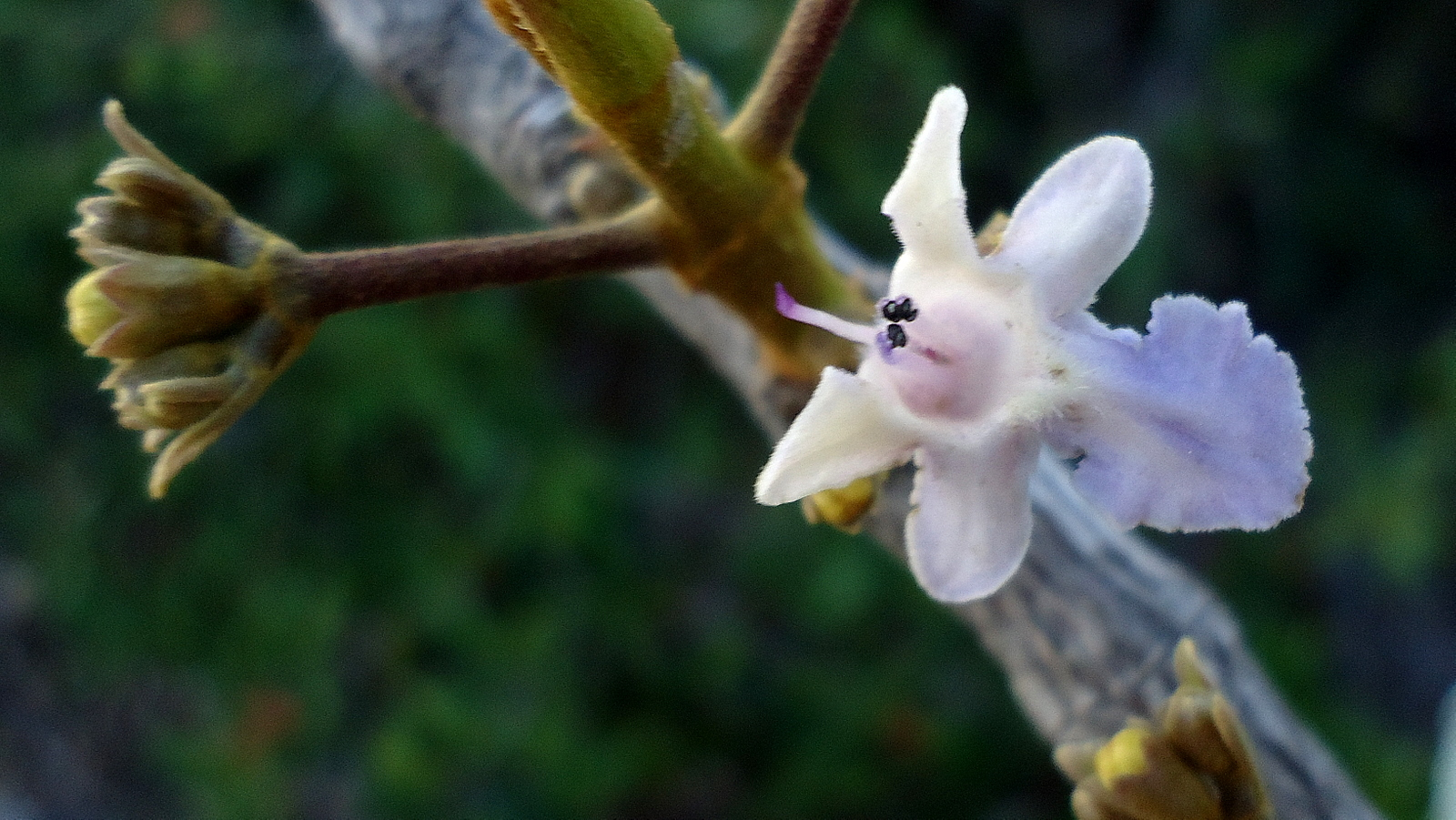
Vitex cymosa
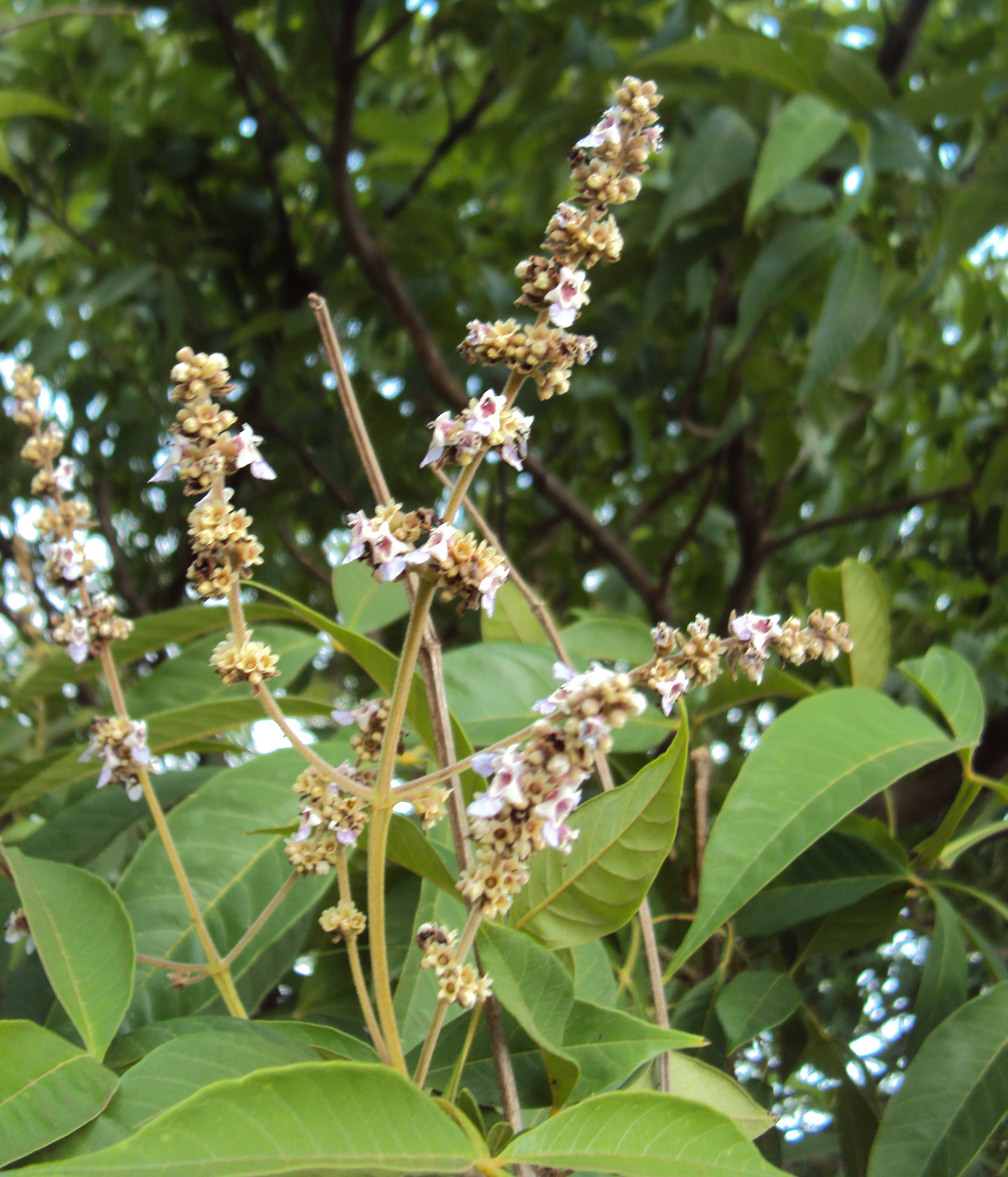
Vitex altissima
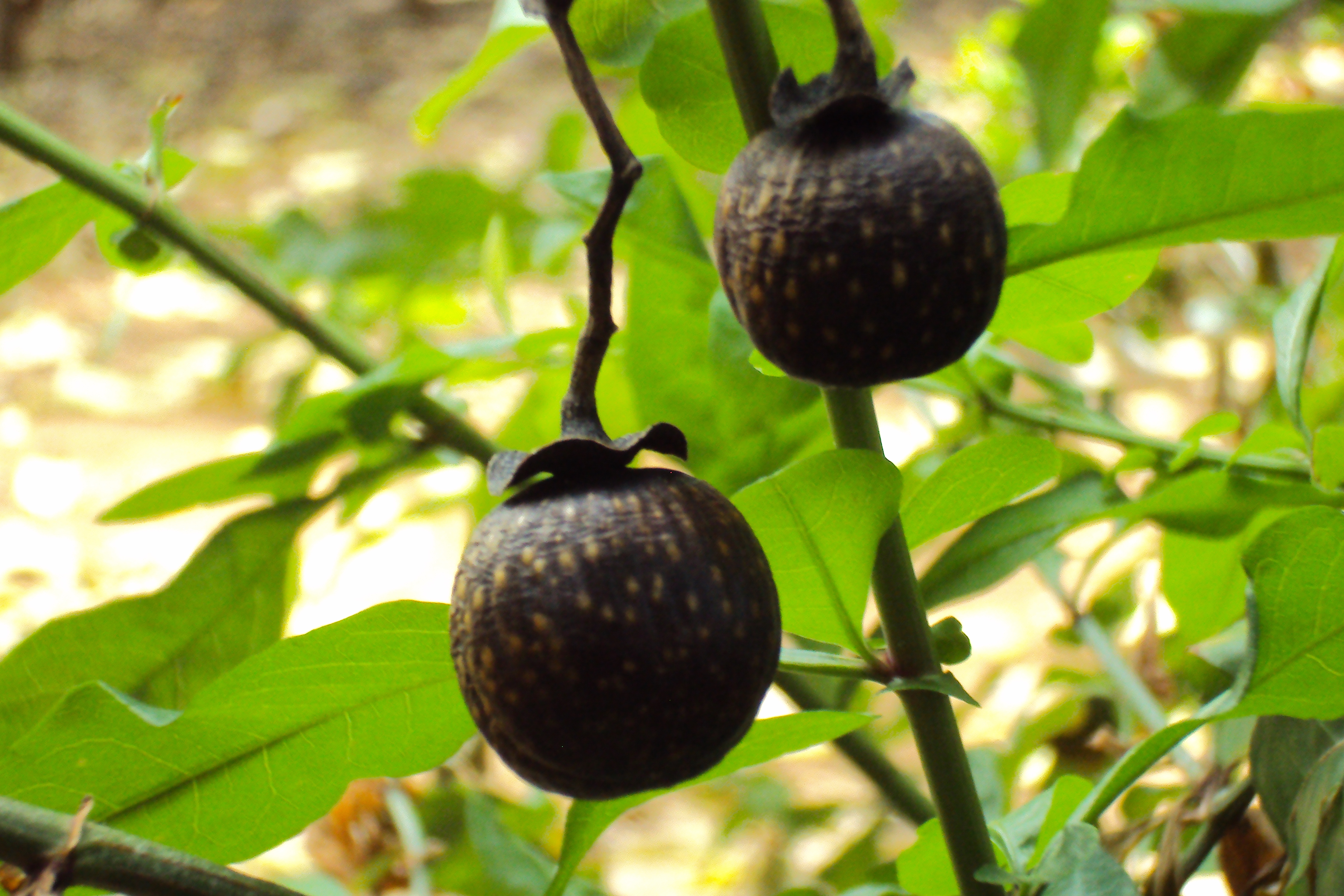
Vitex doniana
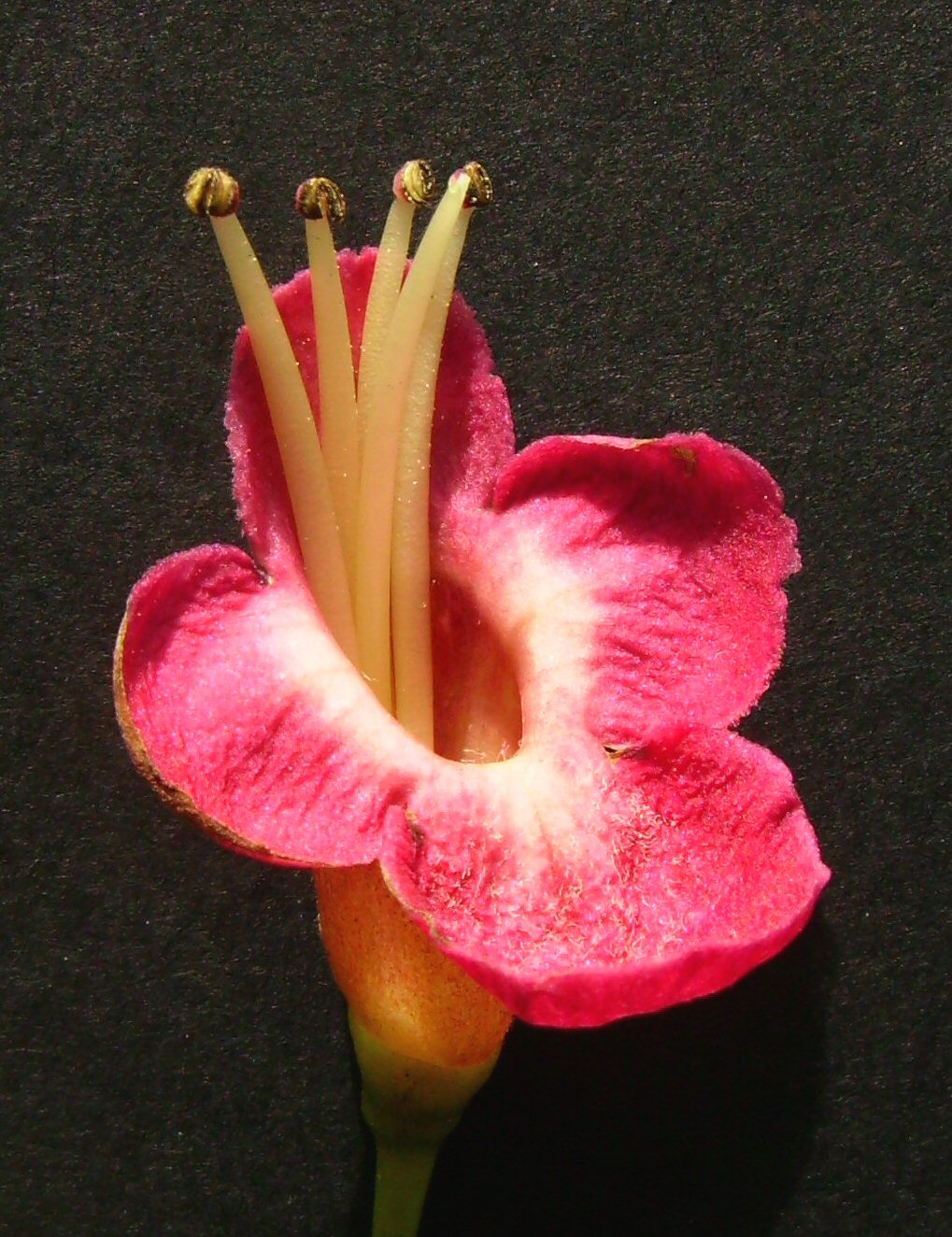
Vitex lucens
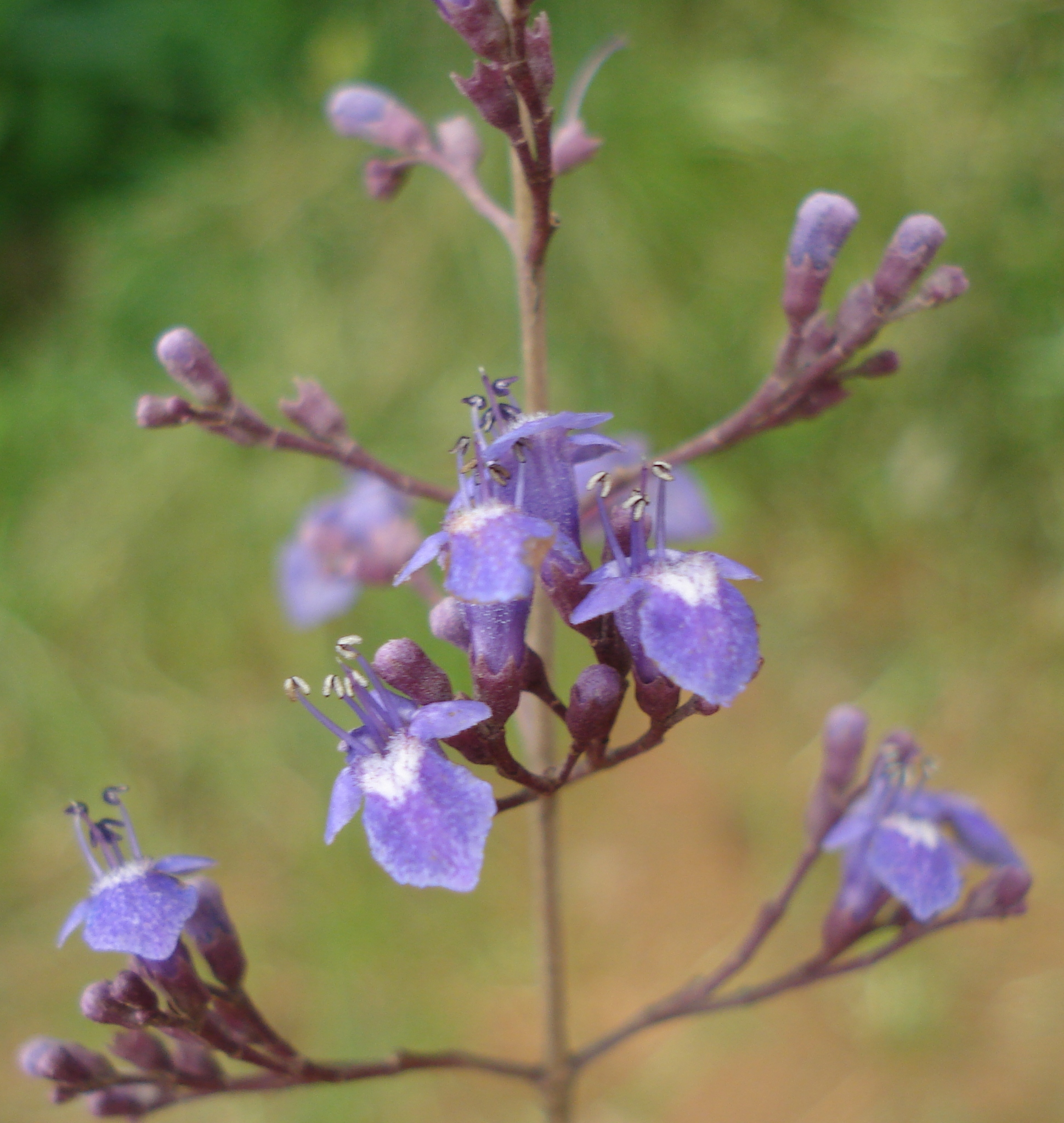
Vitex negundo
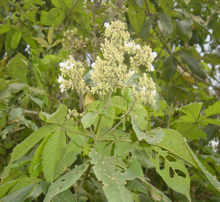
Vitex pinnata
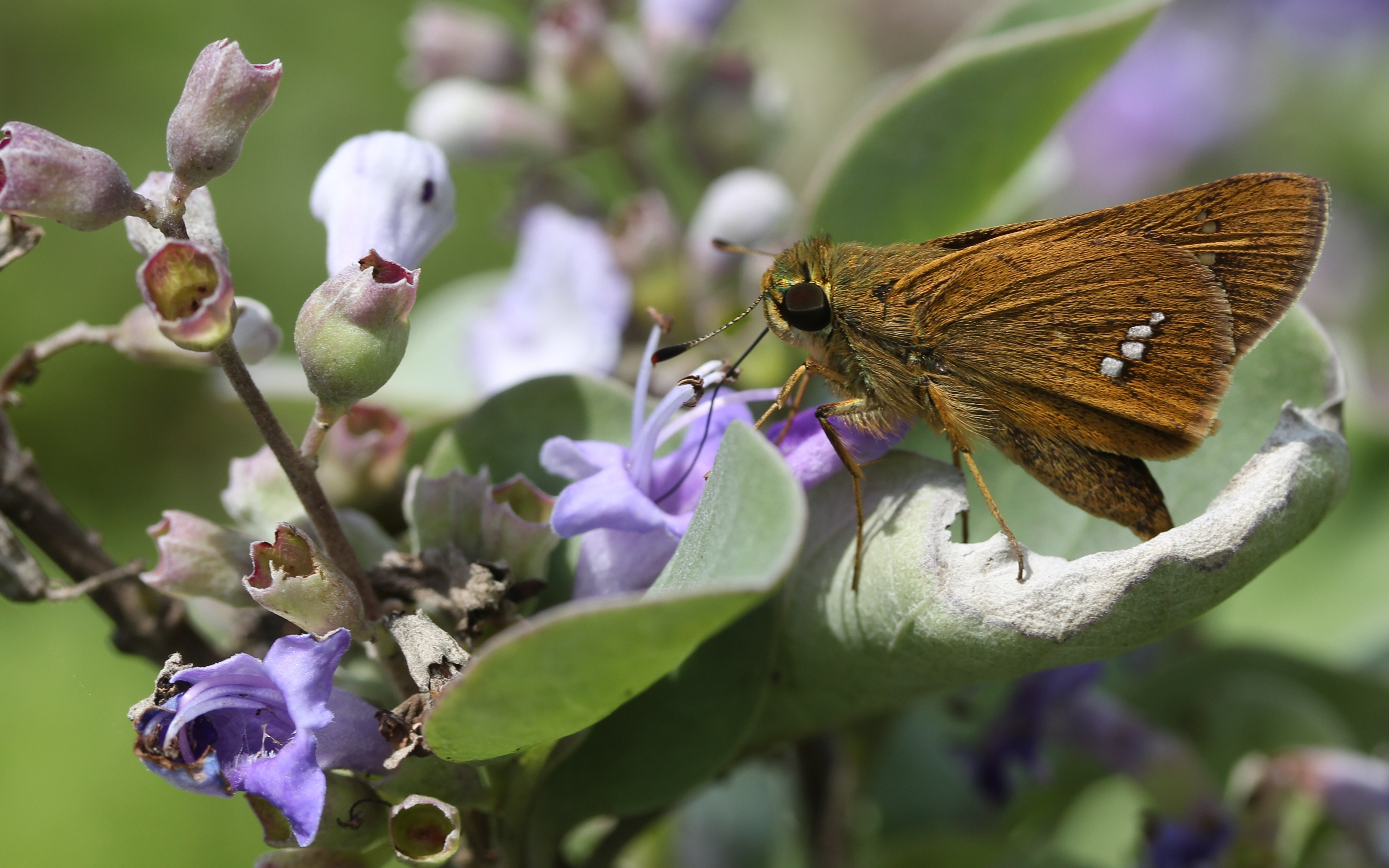
Vitex rotundifolia